# Temple de Kandariya Mahadeva
Le Temple de Kandariya Mahadeva (Devanagari: कंदरिया महादेव) est le plus grand et le plus décoré de l'ensemble de temples hindouistes de Khajurâho dans l'état du Madhya Pradesh en Inde. 
Il est considéré comme l'un des meilleurs exemples des temples de l'époque médiévale en Inde,. Khajurâho était autrefois la capitale religieuse de la dynastie des Chandela. C'est aujourd'hui l'une des destinations touristiques en Inde les plus célèbres. Le temple de Kandariya Mahadeva fait partie du groupe occidental de temples.
Il tire son nom de Kandara (=grotte) et Mahadeva (=grand dieu), un autre nom de Shiva.
Daté officiellement de 1029, il aurait été construit par le roi Vidyadhara vers l'an 1050  selon certaines légendes, bien que d'autres légendes locales le fassent remonter à 1000 ans av. J.-C.
L'ASI (Service archéologique d'Inde) protège le temple. L'ensemble monumental des temples de Khajurâho est inscrit sur la liste du patrimoine mondial de l'UNESCO.

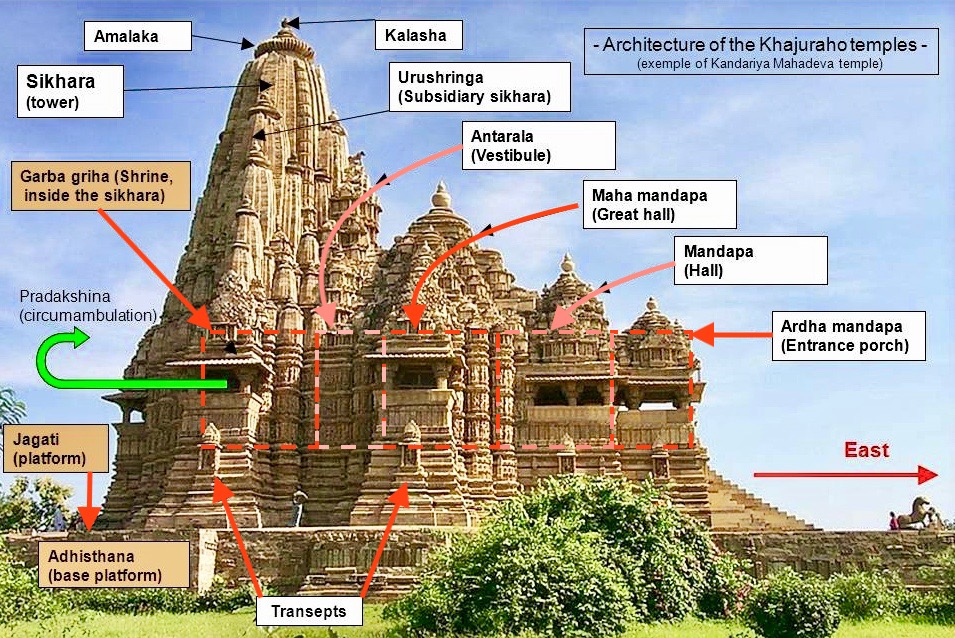
L'architecture des temples de Khajuraho sur l'exemple de ce temple

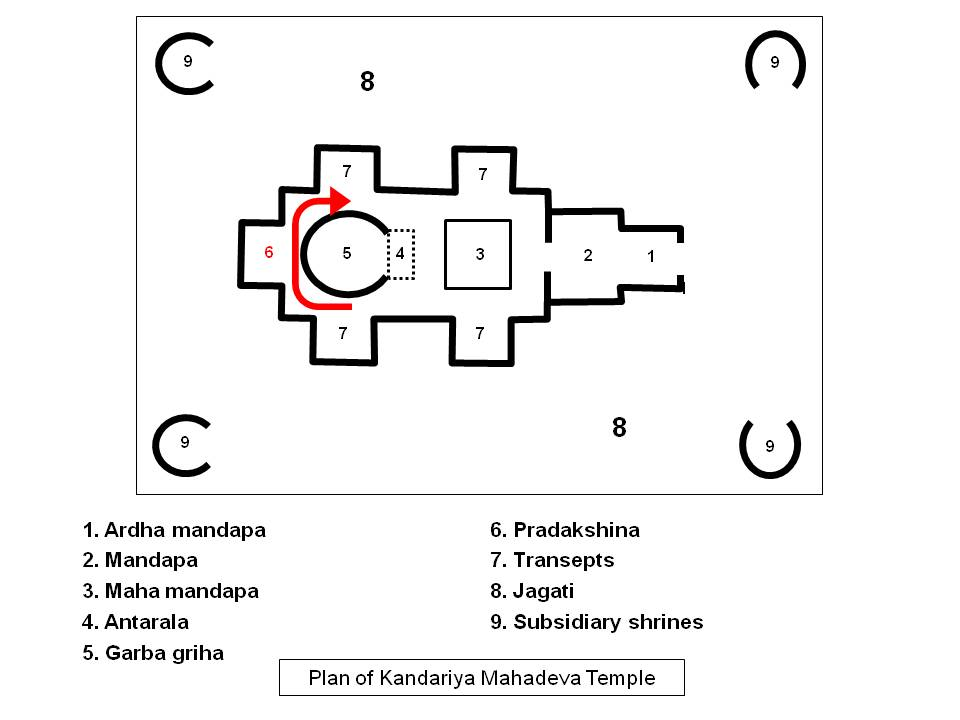
Plan simplifié du temple

## Caractéristiques
Le temple mesure 20 m de large et 30,5 m de haut, sans compter la plateforme (adhisthana) sur laquelle il est construit .
La tour principale ou shikhara représente le mont Kailash, la demeure de Shiva dans l'Himalaya. Elle est entourée de 84 shikharas secondaires (Urushringa)  qui renforcent l'impression de hauteur. Au sommet du shikhara se trouve l'amalaka un grand disque de pierre typique cette architecture.
Comme beaucoup d'autres temples de Khajuraho, son entrée est orientée à l'est et il présente une succession de salles (mandapas) de plus en plus hautes jusqu'au shikhara principal. Mais par la taille du temple, cette succession de salles est la plus complète : ardha mandapa (porche d'entrée), mandapa, maha mandapa (grande salle), antarala (vestibule), shikhara (situé au-dessus du garbha-griha, le saint des saints) . 
Le maha mandapa et le shikhara sont également construit sur des axes latéraux matérialisés par des transepts (mais sans lien symbolique avec une forme de croix). Ces transepts se terminent pas une large baie ouverte sur l'extérieur, apportant lumière et fraîcheur à l'intérieur du temple . La taille du temple a aussi permis de loger à l'intérieur un espace de circumambulation (pradakshina) qui permet aux fidèles de tourner autour du cœur du sanctuaire . 
À l'intérieur du sanctuaire se trouve un lingam en marbre représentant Shiva .
Ses autres caractéristiques sont les salles à colonnes avec des balcons, un porche d'entrée, et le sanctuaire (garbha-griha). L'extérieur du temple est décoré de 646 statues dont un bon nombre érotiques et certaines très osées. L'intérieur du temple compte 226 statues .
À l'origine, le temple était Panchayatana, c'est-à-dire avec un temple principal entouré de 4 temples secondaires, mais ils ont été détruits.

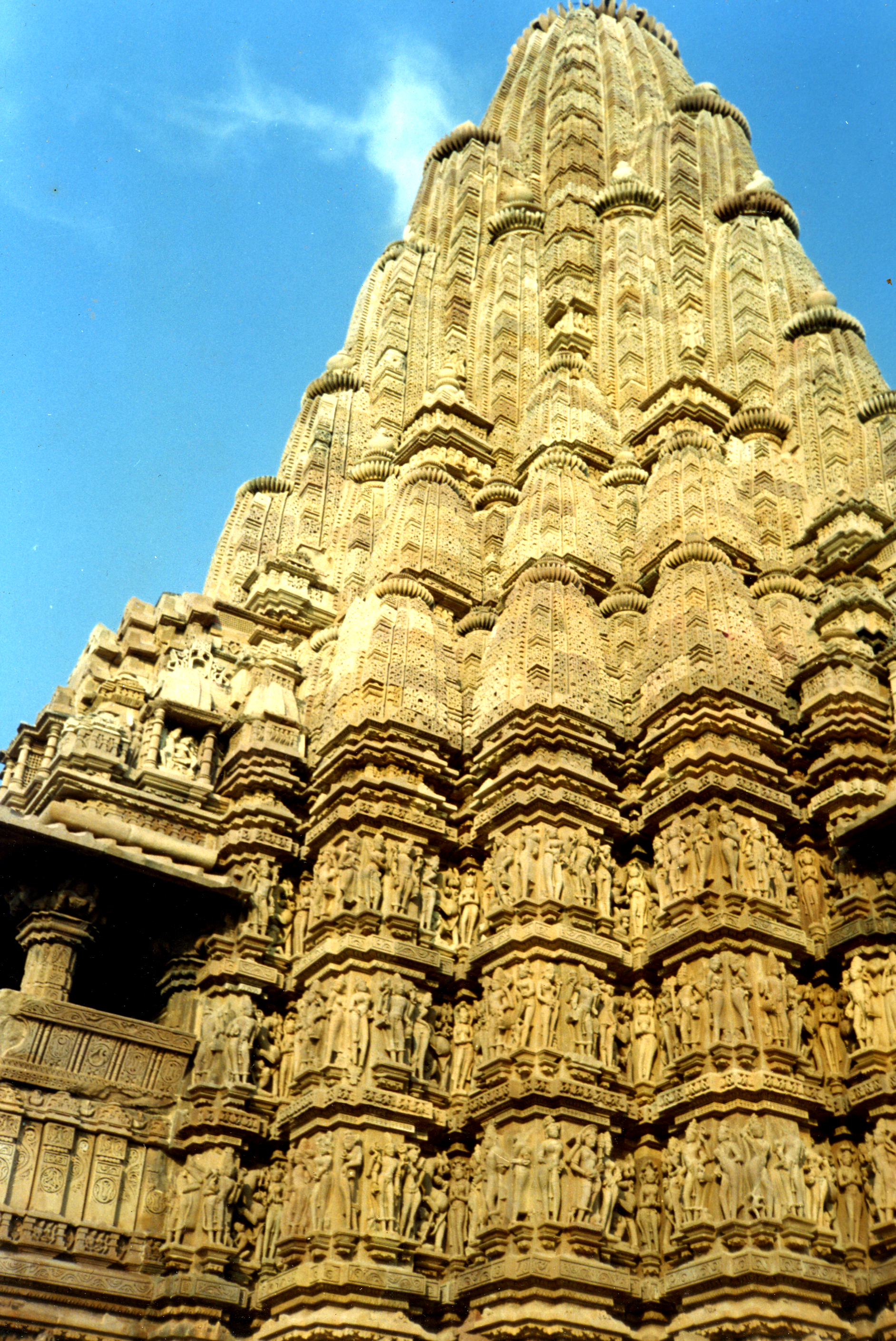
Les sculptures du Shikhara
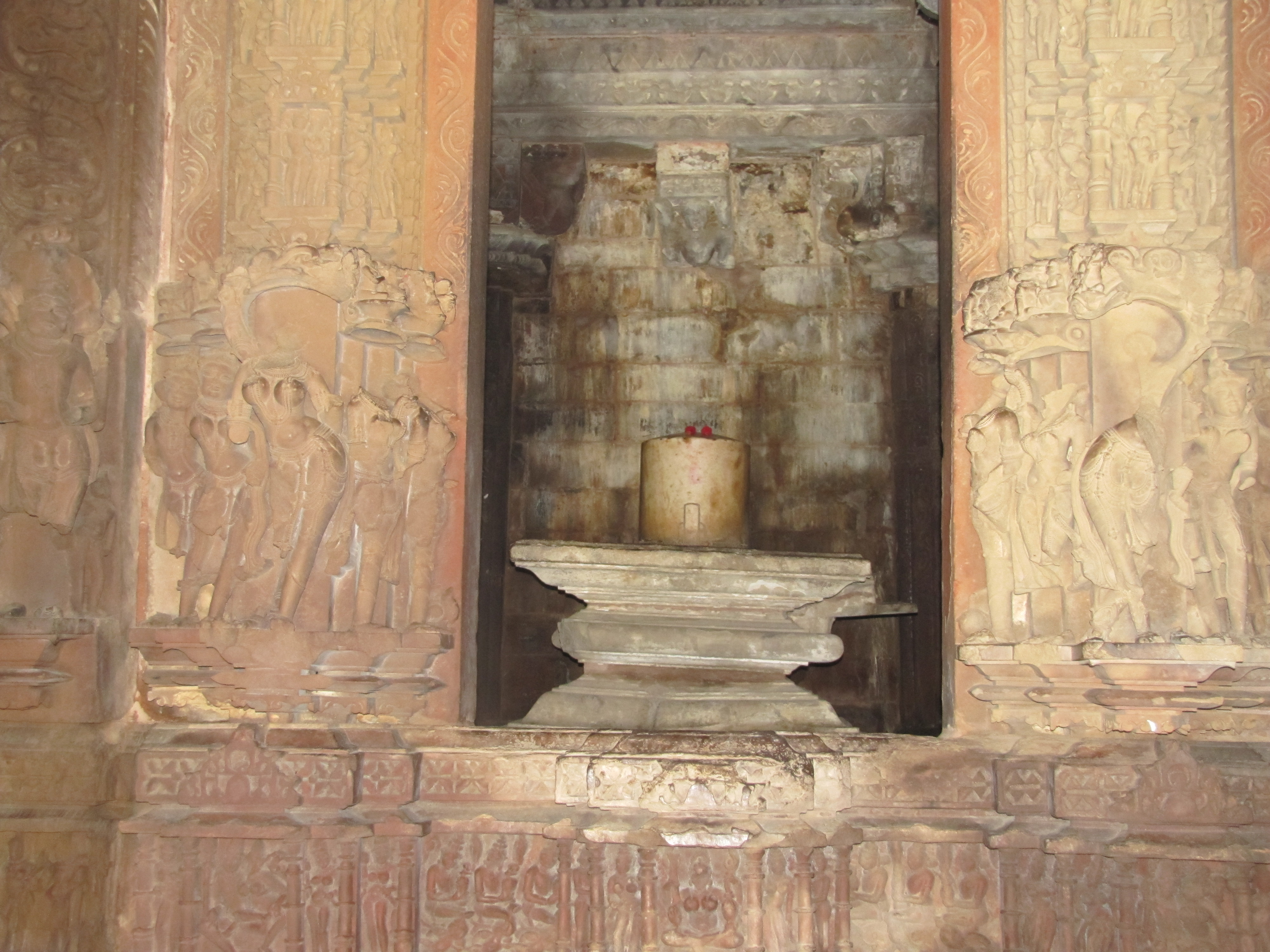
Le lingam de Shiva
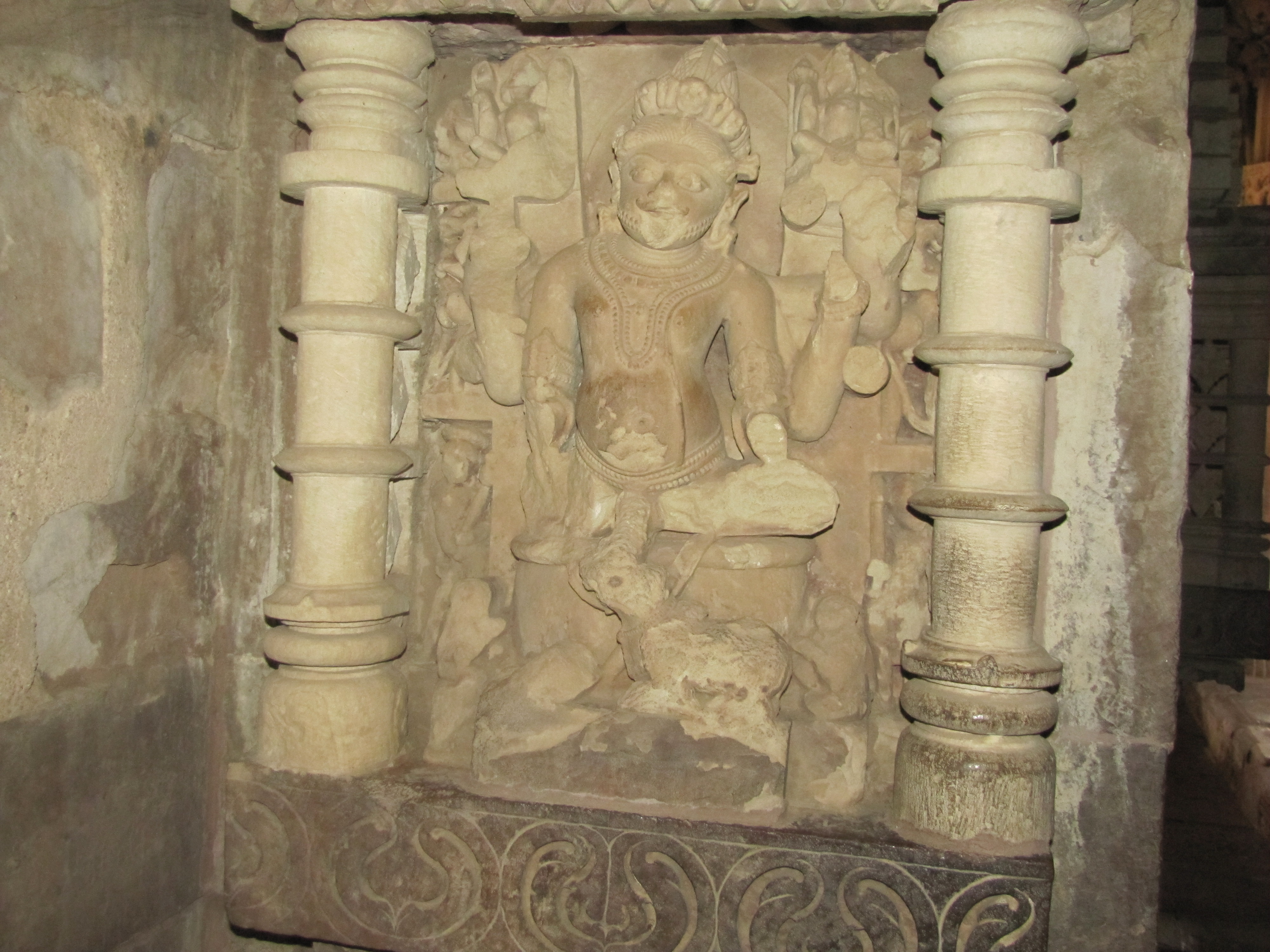
Sculpture de Narasimha
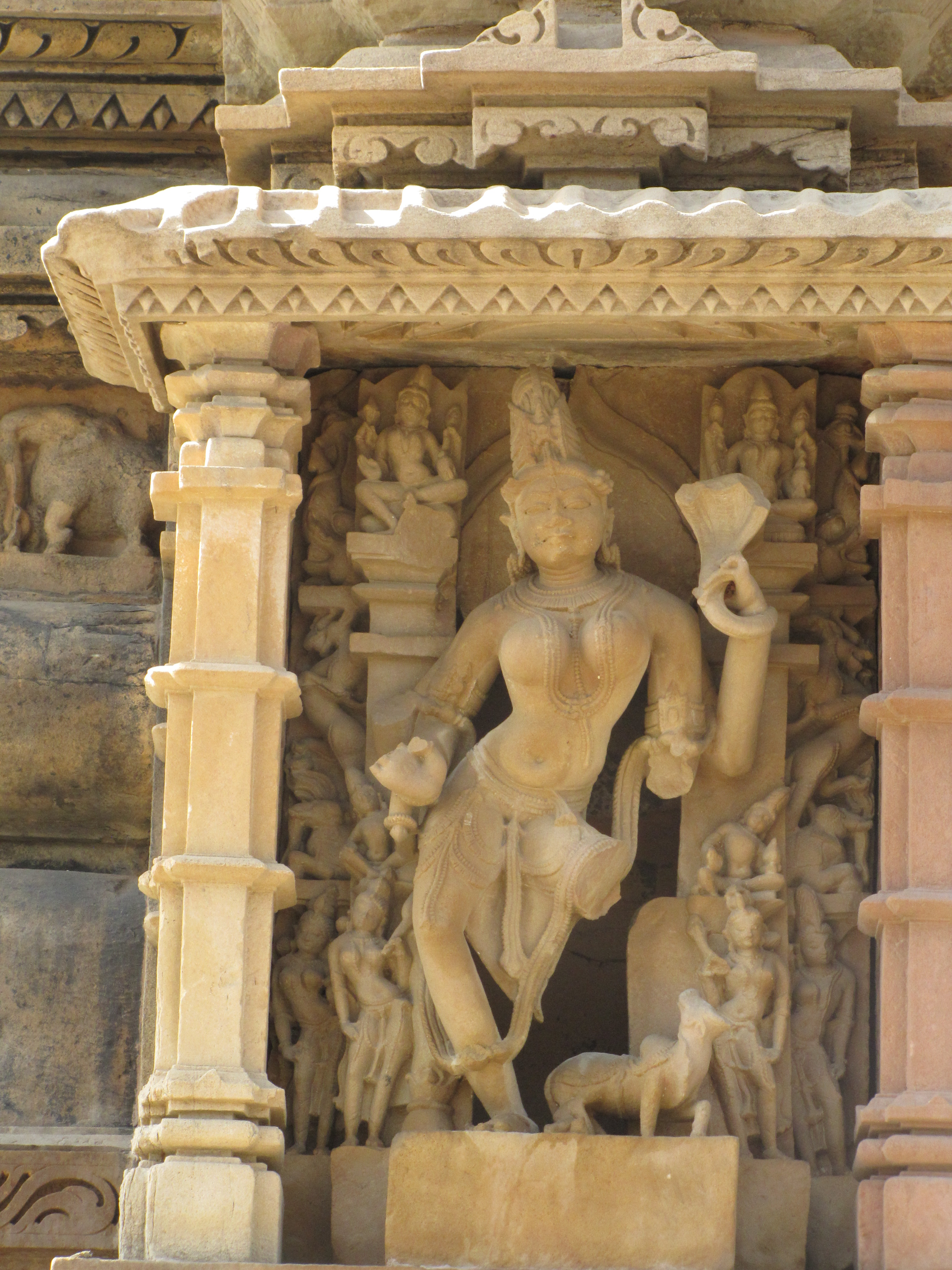
Sculpture de Parvati
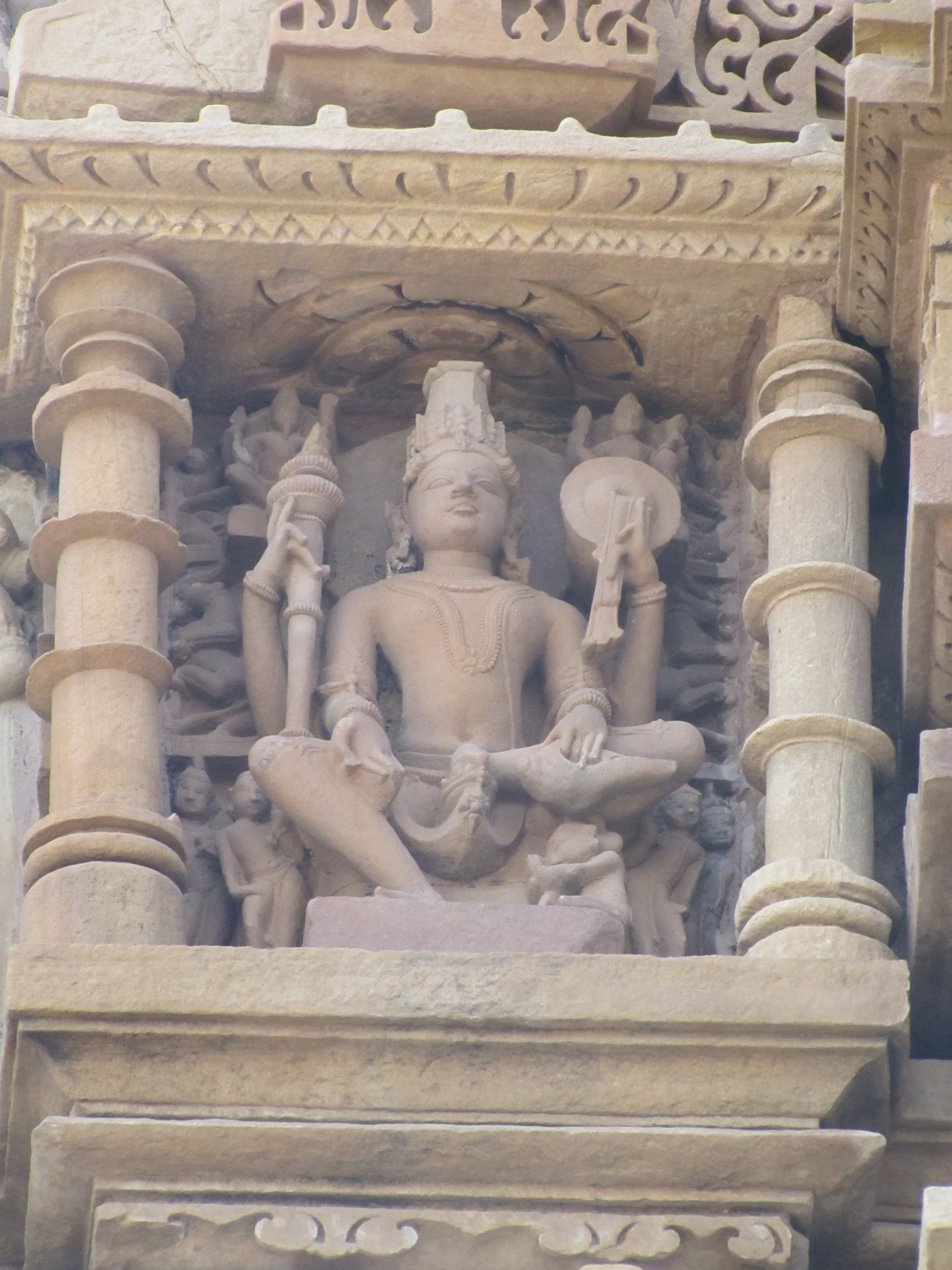
Sculpture de Vishnu